# GamePro
GamePro es una publicación de IDG especializada en videojuegos.  Hay una edición estadounidense así como una edición para hispanoparlantes editada desde España. El grupo IDG edita la revista GamePro y el sitio web GamePro.com, donde se incluyen novedades, análisis y reportajes sobre videojuegos y consolas. 
La revista GamePro se publicó por primera vez en 1989 y tiene su sede en San Francisco, California. En febrero de 2010 su diseño fue actualizado e introdujo una nueva línea editorial dirigida al público y la cultura del videojuego. Por su parte, GamePro.com fue lanzada en 1998 y, además de reportajes y noticias, incluye vídeos y capturas de pantalla de la industrial de los videojuegos. En enero de 2010 su diseño también fue modificado.